# Lommoye
Lommoye est une commune française située dans le département des Yvelines en région Île-de-France.
Ses habitants sont appelés les Lommoyens.

## Géographie

### Situation
La commune de Lommoye se situe dans le nord-ouest des Yvelines à la limite du département de l'Eure, à environ 20 kilomètres à l'ouest de Mantes-la-Jolie et à environ 8 kilomètres au sud-ouest de Bonnières-sur-Seine, le chef-lieu de canton.
Le territoire s'étend dans l'ouest du Mantois, entre 130 et 160 mètres d'altitude, sur un plateau agricole, limité par des ravins qui drainent les eaux à l'est vers la Seine et à l'ouest vers l'Eure. C'est un territoire essentiellement rural (93 %), boisé à environ 10 %, principalement dans l'est de la commune, avec le bois Boutillier, situé dans le prolongement de la forêt de Rosny. L'habitat est relativement dispersé selon un axe est-ouest entre le bourg centre autour de l'église et la mairie et les hameaux de la Tuilerie, du Mesnil-Guyon, du Bout aux Cochets, à l'est, et du Bout au Page, à l'ouest.

### Communes limitrophes
Les communes limitrophes sont Saint-Illiers-la-Ville au sud-est, Saint-Illiers-le-Bois au sud, Villiers-en-Désœuvre (Eure) au sud-ouest, Cravent à l'ouest, Chaufour-lès-Bonnières au nord-ouest et La Villeneuve-en-Chevrie au nord.

### Voies de communication et transports
Les communications sont assurées par le réseau routier local, notamment la route départementale 89 (Bréval-Port-Villez) orientée nord-sud et la route départementale 37 qui relie les principales zones habitées de la commune.

### Climat
Pour des articles plus généraux, voir Climat de l'Île-de-France et Climat des Yvelines.
En 2010, le climat de la commune est de type climat océanique dégradé des plaines du Centre et du Nord, selon une étude du CNRS s'appuyant sur une série de données couvrant la période 1971-2000. En 2020, Météo-France publie une typologie des climats de la France métropolitaine dans laquelle la commune est exposée à un climat océanique et est dans la région climatique Sud-ouest du bassin Parisien, caractérisée par une faible pluviométrie, notamment au printemps (120 à 150 mm) et un hiver froid (3,5 °C).
Pour la période 1971-2000, la température annuelle moyenne est de 10,6 °C, avec une amplitude thermique annuelle de 14,4 °C. Le cumul annuel moyen de précipitations est de 660 mm, avec 10,9 jours de précipitations en janvier et 8 jours en juillet. Pour la période 1991-2020, la température moyenne annuelle observée sur la station météorologique la plus proche, située sur la commune de Magnanville à 13 km à vol d'oiseau, est de 11,6 °C et le cumul annuel moyen de précipitations est de 641,5 mm,. Pour l'avenir, les paramètres climatiques de la commune estimés pour 2050 selon différents scénarios d'émission de gaz à effet de serre sont consultables sur un site dédié publié par Météo-France en novembre 2022.

## Urbanisme

### Typologie
Au 1er janvier 2024, Lommoye est catégorisée commune rurale à habitat dispersé, selon la nouvelle grille communale de densité à sept niveaux définie par l'Insee en 2022.
Elle est située hors unité urbaine. Par ailleurs la commune fait partie de l'aire d'attraction de Paris, dont elle est une commune de la couronne,. Cette aire regroupe 1 929 communes,.

### Occupation des solssimplifiée
Le territoire de la commune se compose en 2017 de 92.52 % d'espaces agricoles, forestiers et naturels, 3.56 % d'espaces ouverts artificialisés et 3.92 % d'espaces construits artificialisés.

## Toponymie
Le nom de la localité est attesté sous la forme Lomaia au XIIIe siècle.
« Lieu planté d'ormes ».

## Histoire
Site très anciennement habité (restes de l'époque moustérienne). On y a également retrouvé deux sarcophages mérovingiens.
Le village a été brûlé par Henri II, roi d'Angleterre, en 1188. Le château de Lommoye et sa ferme contigüe ont appartenu avant la Révolution à la famille Du Buc, dite parfois du Buc-Richard, portant comme armoiries d'or à la bande d'azur (branche aînée) ou d'argent à la bande d'azur (branche cadette installée à la Martinique au château Du Buc près de La Trinité). Le domaine du château passa par héritage à la famille des marquis Des Mazis'. Les seigneurs Du Buc sont inhumés dans l'église du village, selon les nombreux actes d'inhumation de la commune.

## Politique et administration

### Liste des maires
Le premier maire de la commune fut le tout dernier seigneur des lieux, Charles-Jean des Mazis, qui reprit en partie la succession des Du Buc-Richard.
| Période                                  | Période  | Identité           | Étiquette | Qualité |
| ---------------------------------------- | -------- | ------------------ | --------- | ------- |
| Les données manquantes sont à compléter. |          |                    |           |         |
| vers 1951                                |          | Maurice Dauvel     |           |         |
| mars 1977                                | 1995     | Jean-Pierre Parrot | PS        |         |
| juin 1995                                | 2001     | Gérard Rousseau    |           |         |
| mars 2001                                | 2002     | Pierre Leblond     |           |         |
| octobre 2002                             | 2006     | Gérard Ghestem     |           |         |
| juin 2006                                | En cours | Antoinette Saule,  |           |         |

### Instances administratives et judiciaires
La commune de Lommoye appartient au canton de Bonnières-sur-Seine ainsi qu'à la communauté de communes des Portes de l’Île-de-France.
Sur le plan électoral, la commune est rattachée à la neuvième circonscription des Yvelines, circonscription à dominante rurale du nord-ouest des Yvelines.
Sur le plan judiciaire, Lommoye fait partie de la juridiction d’instance de Mantes-la-Jolie et, comme toutes les communes des Yvelines, dépend du tribunal de grande instance ainsi que de tribunal de commerce sis à Versailles,.
Elle est jumelée avec la ville grecque d'Iria.

## Population et société

### Démographie

#### Évolution démographique
L'évolution du nombre d'habitants est connue à travers les recensements de la population effectués dans la commune depuis 1793. Pour les communes de moins de 10 000 habitants, une enquête de recensement portant sur toute la population est réalisée tous les cinq ans, les populations de référence des années intermédiaires étant quant à elles estimées par interpolation ou extrapolation. Pour la commune, le premier recensement exhaustif entrant dans le cadre du nouveau dispositif a été réalisé en 2005.

En 2022, la commune comptait 643 habitants, en évolution de −4,74 % par rapport à 2016 (Yvelines : +2,72 %, France hors Mayotte : +2,11 %).
| 1793 | 1800 | 1806 | 1821 | 1831 | 1836 | 1841 | 1846 | 1851 |
| ---- | ---- | ---- | ---- | ---- | ---- | ---- | ---- | ---- |
| 434  | 440  | 481  | 487  | 483  | 518  | 504  | 513  | 515  |

| 1856 | 1861 | 1866 | 1872 | 1876 | 1881 | 1886 | 1891 | 1896 |
| ---- | ---- | ---- | ---- | ---- | ---- | ---- | ---- | ---- |
| 504  | 502  | 481  | 436  | 417  | 392  | 410  | 407  | 400  |

| 1901 | 1906 | 1911 | 1921 | 1926 | 1931 | 1936 | 1946 | 1954 |
| ---- | ---- | ---- | ---- | ---- | ---- | ---- | ---- | ---- |
| 386  | 381  | 336  | 335  | 332  | 301  | 300  | 300  | 285  |

| 1962 | 1968 | 1975 | 1982 | 1990 | 1999 | 2005 | 2006 | 2010 |
| ---- | ---- | ---- | ---- | ---- | ---- | ---- | ---- | ---- |
| 269  | 268  | 329  | 316  | 376  | 525  | 600  | 608  | 644  |

| 2015 | 2020 | 2022 | - | - | - | - | - | - |
| ---- | ---- | ---- | - | - | - | - | - | - |
| 671  | 652  | 643  | - | - | - | - | - | - |

#### Pyramide des âges
En 2018, le taux de personnes d'un âge inférieur à 30 ans s'élève à 35,4 %, soit en dessous de la moyenne départementale (38 %). À l'inverse, le taux de personnes d'âge supérieur à 60 ans est de 23,8 % la même année, alors qu'il est de 21,7 % au niveau départemental.
En 2018, la commune comptait 327 hommes pour 338 femmes, soit un taux de 50,83 % de femmes, légèrement inférieur au taux départemental (51,32 %).
Les pyramides des âges de la commune et du département s'établissent comme suit.
| Hommes | Classe d’âge | Femmes |
| ------ | ------------ | ------ |
| 0,6    | 90 ou +      | 0,6    |
| 4,7    | 75-89 ans    | 5,1    |
| 18,4   | 60-74 ans    | 18,1   |
| 25,2   | 45-59 ans    | 22,7   |
| 15,9   | 30-44 ans    | 17,8   |
| 12,5   | 15-29 ans    | 13,6   |
| 22,7   | 0-14 ans     | 22,1   |

| Hommes | Classe d’âge | Femmes |
| ------ | ------------ | ------ |
| 0,6    | 90 ou +      | 1,4    |
| 6      | 75-89 ans    | 7,8    |
| 13,5   | 60-74 ans    | 14,8   |
| 20,7   | 45-59 ans    | 20,1   |
| 19,6   | 30-44 ans    | 19,9   |
| 18,5   | 15-29 ans    | 16,8   |
| 21,2   | 0-14 ans     | 19,2   |

## Économie
- Agriculture : grande culture céréalière.

## Culture locale et patrimoine

### Lieux et monuments
- Église Saint-Léger : édifice en pierre calcaire des XIIIe et XVIe siècles, avec un clocher-beffroi couvert d'ardoise, reconstruit en 1868. La cloche de bronze datant de 1771 est classée.
- Lavoir du bourg, du XIXe siècle, à bassin ovale entièrement couvert.
- Lavoir du Mesnil, également à bassin ovale couvert par un toit à quatre pentes.
- Grange de la dîme : édifice du XVIIe siècle, dépendance de la grande ferme de l'ancien château (aujourd'hui disparu). En 1789, le marquis Charles-Jean de Mazis y offrit un festin mémorable aux habitants dont une délégation avait obtenu sa libération alors qu'il avait été emprisonné à Versailles par les autorités révolutionnaires.
- La croix Lavocat : mission 1950.

Photos
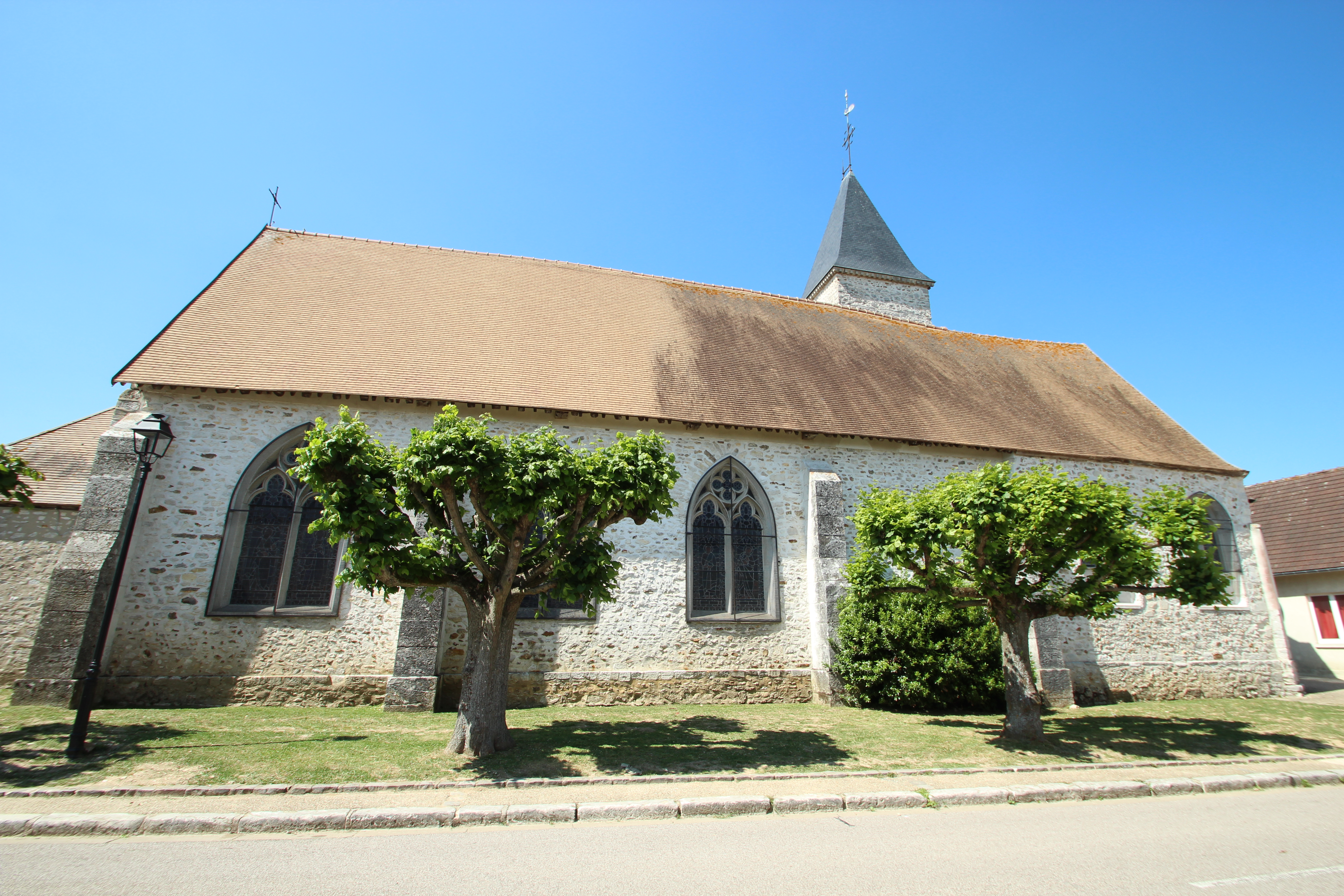
Église Saint-Léger.
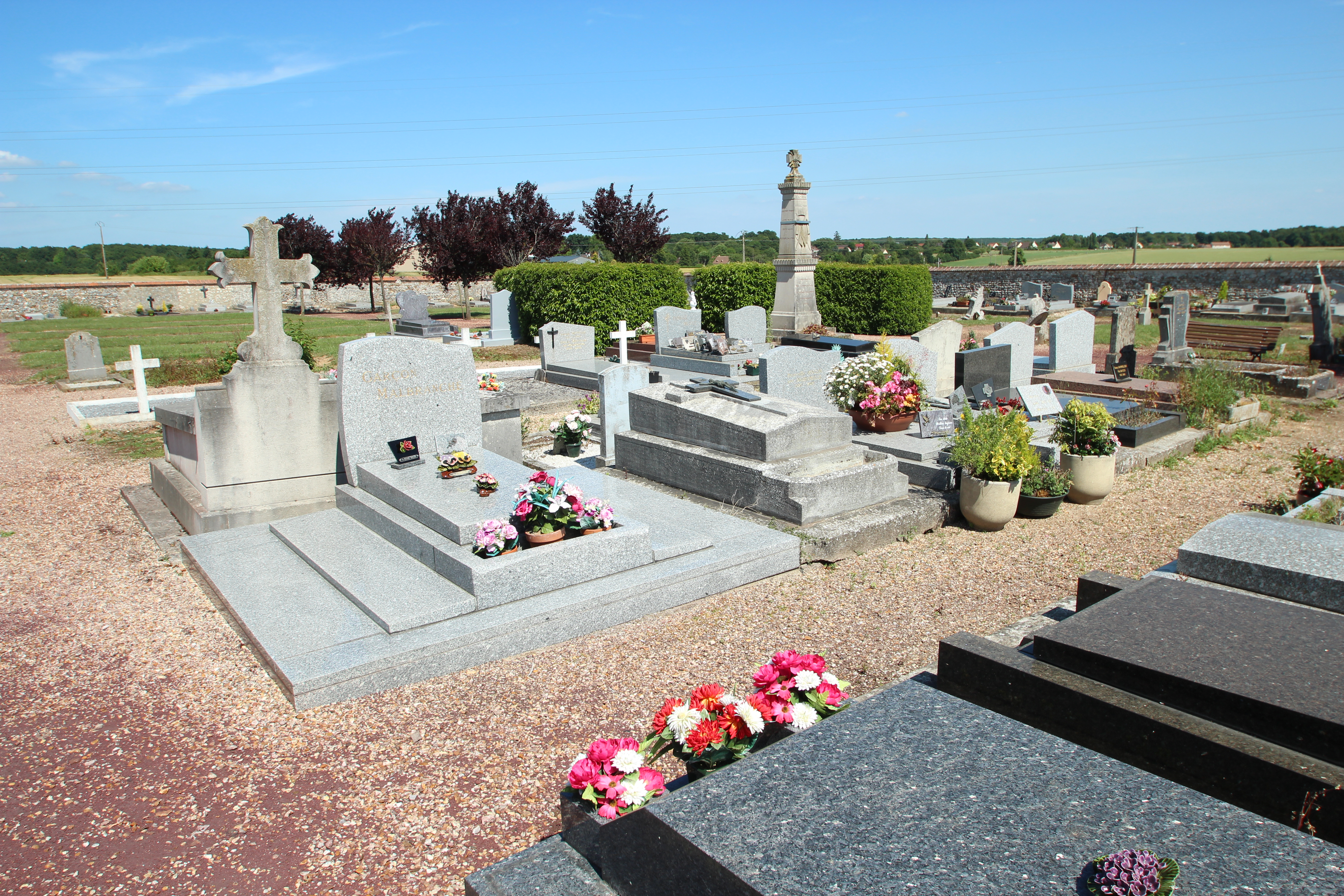
Cimetière.
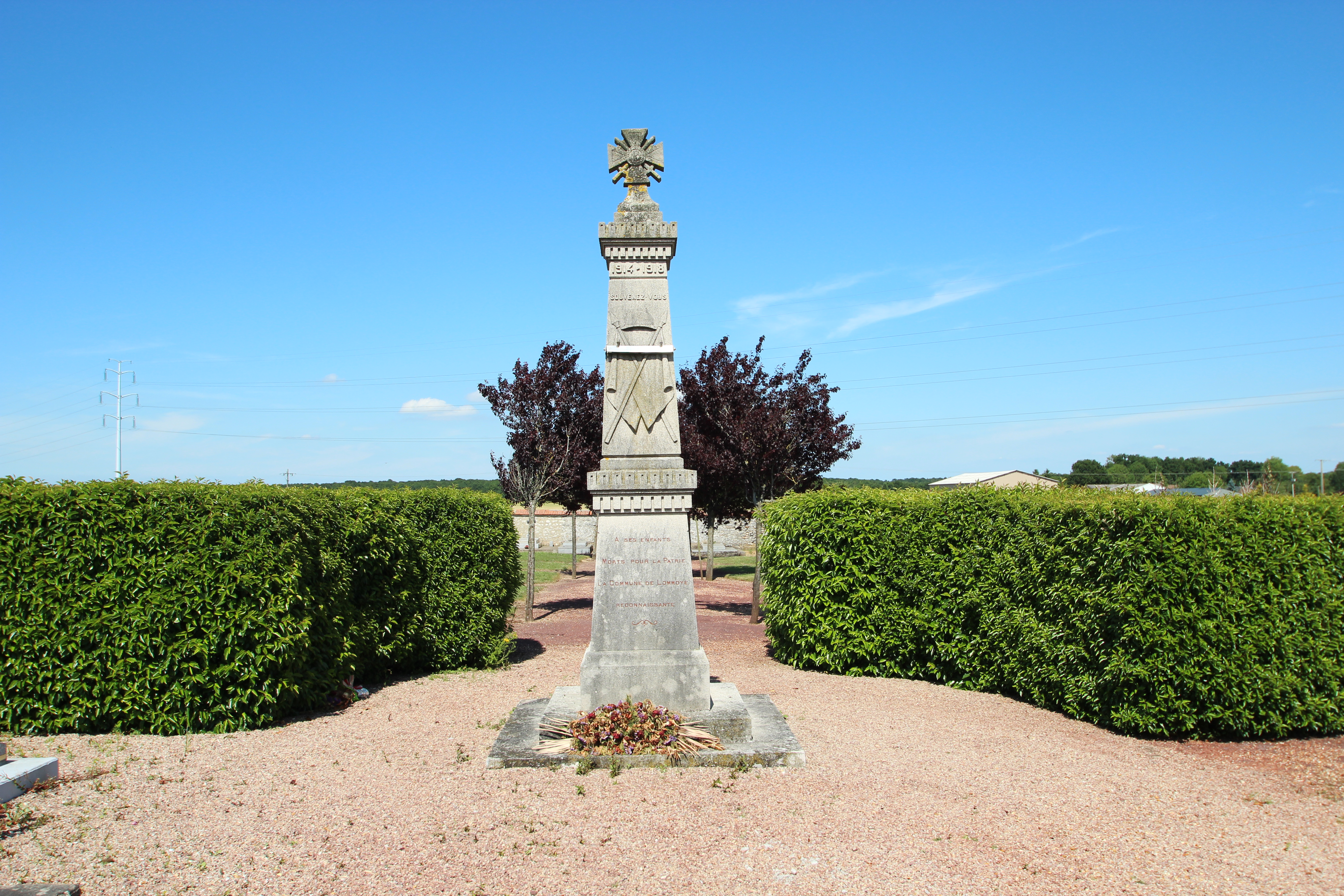
Monument aux morts.
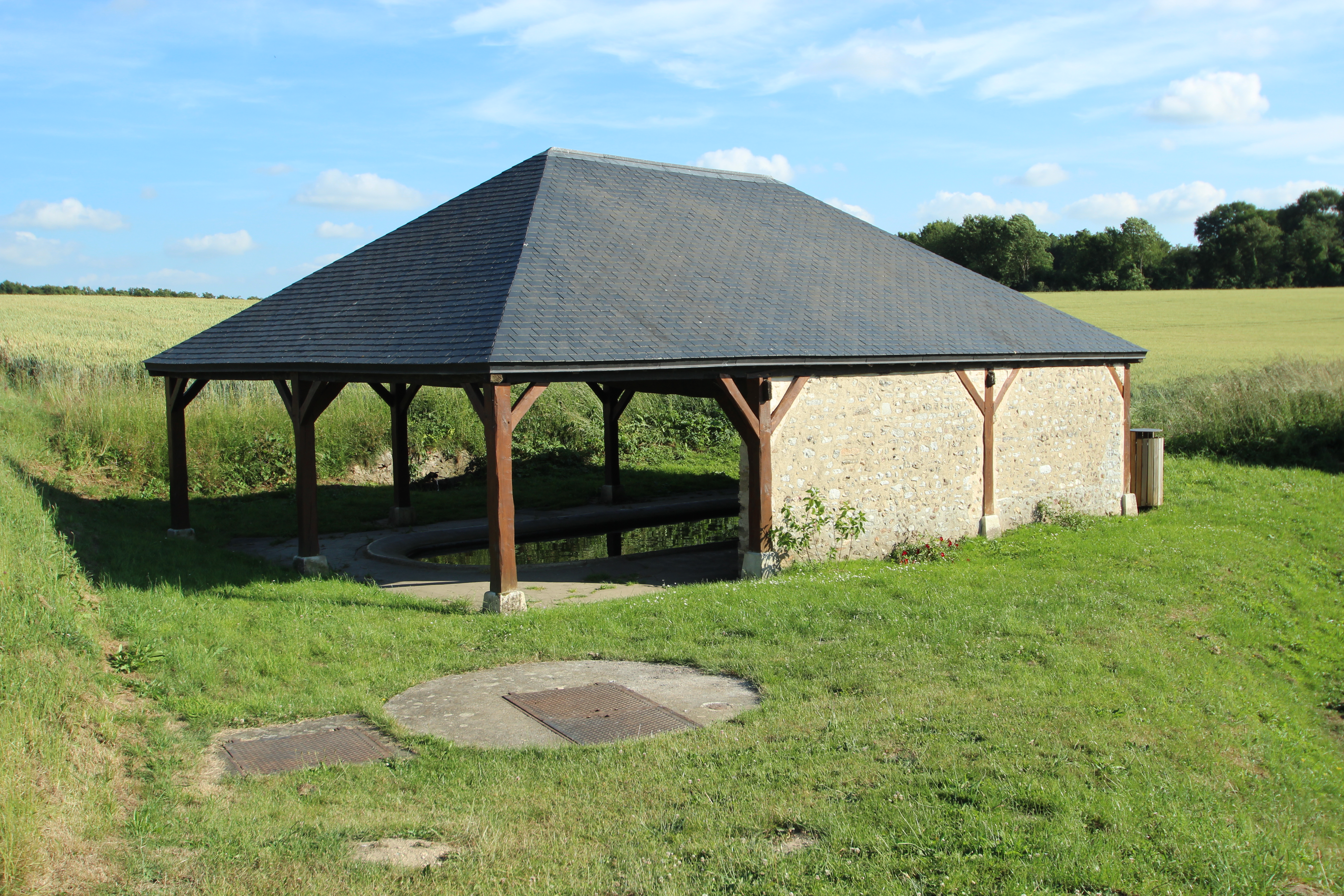
Lavoir du Mesnil.